# Hapit Ibrahim
Hapit Ibrahim (sinh ngày 12 tháng 5 năm 1993) là một cầu thủ bóng đá người Indonesia thi đấu cho PSIS Semarang ở Liga 1 ở vị trí tiền vệ phòng ngự.

## Sự nghiệp
Hapit sinh ra ở Jakarta và có màn ra mắt với đội chính của Sriwijaya FC ngày 15 tháng 9 năm 2013 trước Persiba Balikpapan, thay cho Diego Michiels vào phút 80.